# Homiletische Monatshefte
Die Homiletischen Monatshefte enthalten homiletische Auslegungen und Entwürfe zur laufenden Predigttextreihe, denen exegetische Vorbemerkungen, Literaturangaben und Liedvorschläge vorangestellt sind. Zudem enthalten sie Gebete und Texte für Gottesdienst und Kindergottesdienst, Andachten, Kasualien, Gemeindepädagogik und Rezensionen.
Die Zeitschrift bezieht sich dabei vorrangig auf die in den Evangelischen Landeskirchen üblichen Predigttexte der sechs Predigtreihen.
Herausgegeben wird die Zeitschrift von Karl Friedrich Ulrichs im Verlag Vandenhoeck & Ruprecht in Göttingen. Der 1. Jahrgang erschien 1924/25 im Format DIN A5. Die Auflage betrug 1400 Exemplare im Jahr 2017 und 1200 Exemplare im Jahr 2021.